# Puna clavarioides
Puna clavarioides là một loài thực vật có hoa trong họ Cactaceae. Loài này được (Pfeiff.) R. Kiesling miêu tả khoa học đầu tiên.